# Acanthonevra melanopleura
Acanthonevra melanopleura är en tvåvingeart som först beskrevs av Erich Martin Hering 1951.  Acanthonevra melanopleura ingår i släktet Acanthonevra och familjen borrflugor.
Artens utbredningsområde är Taiwan. Inga underarter finns listade i Catalogue of Life.